# Zuberec
Zuberec este o comună slovacă, aflată în districtul Tvrdošín din regiunea Žilina, pe malul râului Bôrová voda⁠(d). Localitatea se află la altitudinea de 762 m deasupra n.m., se întinde pe o suprafață de 72,33 km2 și în 2017 număra 1.841 de locuitori.

## Istoric
Localitatea Zuberec este atestată documentar din 1592.

## Demografie
| An:                | 1994 | 2004   | 2014   | 2024   |
| ------------------ | ---- | ------ | ------ | ------ |
| Număr de persoane: | 1682 | 1814   | 1840   | 1928   |
| Diferență:         |      | +7,84% | +1,43% | +4,78% |

| An:                | 2023 | 2024   |
| ------------------ | ---- | ------ |
| Număr de persoane: | 1945 | 1928   |
| Diferență:         |      | −0,87% |